# Thomas Ward
Thomas, barón Ward (York, 9 de octubre de 1810 - Viena, octubre de 1858) fue un diplomático y hombre político de origen británico ligado a la figura de Carlos II, duque de Parma.

## Biografía
Entra al servicio del príncipe de Liechtenstein en 1823 y se instala en Hungría.
En 1827, es recomendado por este al por entonces duque de Lucca, Carlos Luis, gran amante de caballos, que lo toma para atender de sus caballos y como hombre de confianza.
Desde esta posición de amigo, sugiere al duque, que se encontraba lastrado por cuantiosas deudas derivadas de su gusto por el lujo, obtener ayuda financiera de Austria a cambio de la sumisión política. Arregla a tal efecto a una entrevista personal con el archiduque Fernando en 1843.
En 1846, es nombrado caballerizo mayor del duque y ministro de finanzas del ducado y ministro de la casa del duque. En estos cargos Ward muestra una innegable capacidad a pesar, de que utilizaba métodos de administración no muy escrupulosos.
En 1847, tras la muerte de María Luisa, duquesa de Parma de forma vitalicia y viuda de Napoleón Bonaparte, Ward es enviado en misión a Florencia para concertar los detalles de la transferencia del Ducado de Lucca al Gran Duque de Toscana. De acuerdo con los mismos tratados de 1818 que preveían esa transferencia, el Duque de Lucca pasa a recuperar sus estados de Parma y Plasencia con el título de duque de Parma.
En Parma, Ward continúa siendo el ministro principal del duque y prosiguiendo la política de sumisión al gobierno austriaco.
Es enviado a España en 1848 como embajador extraordinario en aras de restablecer las relaciones diplomáticas entre ambos países. En España es bien acogido por la reina que le nombra caballero gran cruz de la Orden de Carlos III. En la mismo año recibe el encargo de llevar las felicitaciones del duque de Parma a Francisco José I de Austria por su accesión al trono.
El 20 de mayo de 1849 se produce la abdicación de Carlos II de Parma en su hijo Carlos III.
A continuación es enviado a Viena como ministro plenipotenciario del duque. Recibe el título de barón por parte del Emperador. Posteriormente es enviado en misión diplomática al Reino Unido, donde se hace remarcar por Palmerston por su tacto y sagacidad, declarando así mismo que Ward es uno de los hombres más notables de su época.
El 21 de julio de 1853, recibe un diploma de concesión de todos los derechos mineros sobre el hierro y el cobre en el ducado de Parma. 
En 1854, el duque Carlos III es asesinado en los jardines de su palacio en Parma, y Ward es despojado de todos sus cargos. Después de ello, Ward pide protección a Austria, que se la concede sin dificultad.

## Matrimonio y descendencia
En 1838 contrajo matrimonio con una joven vienesa, Luisa (Aloÿse) Güntler, con la que tuvo descendencia:
- Carlos Luis, nacido el 22 de abril de 1843.[6][5]
- Louise, nacida en 1849 y casada en primeras nupcias con el escritor y sinólogo francés, Léon d'Hervey marqués de Saint-Denys.[7]

## Títulos, órdenes y cargos

Escudo de Thomas Ward otorgado por Carlos II de Parma por su servicio.

### Títulos
- Freiherr von Ward (Barón de Ward), Imperio Austríaco.[8][9]
- 21 de junio de 1847 - Barón, Ducado de Lucca.[1][5][10]

### Órdenes
- 1848: Senador gran cruz de la Sagrada Orden Constantiniana de San Jorge.[9][1][11][10] (Ducado de Parma)
- 1849: Caballero gran cruz en brillantes de la Orden del Mérito bajo el título de San Luis.[12][13][9][1][11][10] (Ducado de Parma)
- 1848: Caballero gran cruz de la Orden de Carlos III.[9] (Reino de España)
- Caballero de segunda clase de la Orden Imperial de la Corona de Hierro.[9][14][11] (Imperio Austríaco)

- Orden de San José. (Gran Ducado de Toscana)
  - 1848: Caballero gran cruz.[15][9][1][11][10]
  - 1847: Comendador[1]

### Empleos

#### Ducado de Parma
- Ministro de la Real Casa y Corte del Ducado de Parma.[9][1][1]
- Consejero de Estado[11][10] y ministro sin cartera.[9][13]
- Chambelán de S.A.R. el Duque de Parma.[9][13][10]
- Enviado extraordinario y ministro plenipotenciario del S.A.R. el Infante de España, Duque de Parma, Plasencia y los Estados Anexos ante S.M.I. y A. el Emperador de Austria.[9][13][11]

#### Ducado de Lucca
- Director general de las Caballerizas Reales.[16]
- Director general de la Administración económica de la Real Casa.[16]

#### Gran Ducado de Toscana
- Consejero de Estado honorario de S.A.I. y R. el Gran Duque de Toscana.[9][1]